# Raymond de Gruyère
Raimond ou Raymond Ier de Gruyère, a été considéré par les auteurs du XIXe siècle, comme un comte d'Ogo, du début du XIIe siècle, appartenant à la dynastie des Gruyère.
Raymond est mentionné dans le manuscrit dit pancarte de Rougemont, de 1115, filius eius Reymundus. Toutefois l'interprétation des sources a donné deux hypothèses de filiations. La première, avec les travaux notamment d'Hisely, auteur de Histoire du comté de Gruyère (3 vol. 1851-1857), où l'auteur indiquait que Raymond n'était mentionné que dans ce document et que l'on ignorait la duré de son règne (voir ci après). La seconde, plus récente, remet en cause son existence en tant que comte. En effet, Hisely n'avait à sa disposition qu'une copie du début du XIVe siècle du manuscrit dit de la pancarte de Rougemont (1115). La découverte du document original vers 1920 a permis de corriger les erreurs.

## Tradition duXIXesiècle
Selon Hisely (1851-1857), Raymond serait le fils aîné de Guillaume Ier, comte d'Ogo, et d'Agathe. Il aurait succèdé à son père, après avoir administré le comté en son absence, bien que l'auteur ajoute que les dates de son règne restent inconnus.
Au retour de son frère Ulrich, chanoine de l'église de Lausanne et participant à la première croisade, ils auraient fondé l'abbaye de Haut-Crêt, en Suisse, en 1134.
Il aurait eu deux fils :
- Guillaume, qui lui aurait succédé,
- Radbod.

Albert-Marie Courtray (1938), dans une étude de l'Ogo et sur l'origine des comtes de Gruyère, analyse les travaux de Francesco Guasco, marquis di Bisio, dans lesquels Raymond est considéré comme comte de Gruyère, en 1136, qu'il serait descendant de Conon d'Ogo, comte de Pipinant, et qu'il serait à l'origine, sans toutefois apporter de preuves, des Sallenove-Viry.

## Travaux récents
D'après les travaux récents, la filiation de Raymond serait la suivante. Il serait le fils de Wilerius († 1115), comte (entre 1073 et 1085), et d'Agathe (Agatha). Il aurait deux frères, Guillaume Ier et Ulrich, chanoine de Lausanne.